# Prova inconfutabile
Prova inconfutabile (Tom's Photo Finish) è un film del 1957 diretto da William Hanna e Joseph Barbera. È il centonovesimo cortometraggio della serie Tom & Jerry.

## Trama
Tom si introduce furtivamente in cucina per poter mangiare inosservato un pollo in frigorifero, ma riesce solo a mangiarne in parte, in quanto è costretto a nascondersi non appena sente avvicinarsi il suo padrone George. Quest'ultimo, vedendo il pollo rosicchiato, giunge alla conclusione con la moglie Joan che sarà stato o Tom o Spike e che non appena lo scoprirà lo caccerà fuori di casa. In preda al panico, Tom decide di passare per innocente alla famiglia tracciando dal frigo delle impronte e mettendo il pollo tra le zampe del dormiente Spike. In quel momento Jerry scatta al gatto e al cane una fotografia. George intuisce quindi che il colpevole sia Spike, che viene subito cacciato di casa, mentre a Tom viene concesso di mangiare in pace il pollo rimanente. Jerry intanto, dopo aver sviluppato la foto, decide di realizzarne decine di copie e di diffonderle. Tom cerca di fermarlo, facendo al contempo arrabbiare i due coniugi con il suo comportamento. Alla fine il gatto, cercando di distruggere un aeroplanino fatto con una copia della foto, finisce per tagliare il giornale e i vestiti di George. Persa la pazienza e bloccato Tom, l'uomo apre l'aeroplanino e guarda la foto scattata da Jerry. Tom viene così scacciato di casa a calci, mentre Jerry scatta un'altra foto. Spike viene quindi perdonato e portato dentro, dove si diverte ridendo a crepapelle dopo aver visto la foto scattata da Jerry, che raffigura George che scaccia Tom di casa.